# Киневульф (король Уэссекса)
Киневульф (Кюневульф) (др.-англ. Cynewulf; убит в 786) — король Уэссекса с 757 года из Уэссекской династии.

## Биография
Киневульф, родословная которого по отцу восходила по прямой линии к Кердику, стал королём после того, как его предшественник и родственник Сигеберт был лишён трона «за неправедные поступки». Киневульф, возможно, пришёл к власти при поддержке короля Мерсии Этельбальда, так как он был записан как свидетель в хартии мерсийского монарха вскоре после этого. Восшествие Киневульфа на престол произошло незадолго до того, как Этельбальд был убит, после чего Мерсию охватила междоусобица двух претендентов, Беорнреда и Оффы, из которых последний в этой борьбе одержал победу.
Видимо, Киневульф воспользовался положением дел в Мерсии, чтобы отстоять независимость своих владений. Приблизительно в 758 году ему удалось возвратить бо́льшую часть пограничных территорий (современный графство Беркшир), которые в своё время Этельбальд завоевал у западных саксов.
В 779 году Киневульф был побеждён в сражении при Бенсингтоне (англ. Bensington) (в Оксфордшире) Оффой Мерсийским, и вновь потерял Беркшир и, возможно, также и Лондон. Однако, несмотря на это поражение, не сохранилось никаких свидетельств, по которым возможно было бы предположить, что Киневульф впоследствии подчинился власти Оффы.
В «Англосаксонской хронике» сообщается, что Киневульф сражался во многих тяжёлых битвах с валлийцами, и, возможно, ему даже удалось захватить Девон, расширив границы Уэссекса до Теймара.
В 786 году Киневульф задумал отправить в изгнание брата свергнутого короля Сигеберта, этелинга Кинегарда. Однако тому стал известен план короля, и он решил организовать убийство короля. Воспользовавшись тем, что Киневульф во время визита к некоей даме в Мертоне (англ. Merantune) почти не взял с собой стражи, Кинегард со своими людьми напал на него и убил. Охранникам, которые сбежались на шум схватки, Кинегард объявил о смерти короля, предложил им сложить оружие и обещал жизнь, службу и деньги, но ни один из них не согласился. Они накинулись на этелинга и его отряд и сражались до тех пор, пока все не погибли. На следующее утро к замку прибыли все остальные тэны короля и осадили замок. Кинегард заперся в замке и стал уговаривать дружинников убитого короля, чтобы они сами взяли сколько хотят денег и земли, но позволили ему стать королём. В качестве примера Кинегард стал приводить дружинникам имена их родственников, которые собрались в замке, примкнули к нему и не хотят его покидать. На это тэны ответили: «Нет у нас родни дороже нашего короля, и мы не пойдем за его убийцей». Дружинники этелинга со стен стали кричать: «Уходите с миром! Так мы предлагали и товарищам вашим, которые были с королём». Королевская дружина ответила: «Не хотим слушать вас, как не слушали вас и наши товарищи, которых вы убили вместе с королём». Начался штурм замка. Тэны, ослеплённые ненавистью к убийцам короля, ворвались в замок, убили этелинга Кинегарда и 84 человека, примкнувших к нему. Такая преданность королевской дружины покойному королю доказывает, что Киневульф пользовался любовью своих воинов.
Правил Киневульф двадцать девять лет и был похоронен в Уинчестере. Его убийство стало причиной крупных беспорядков в Уэссексе, которыми воспользовался король Оффа Мерсийский: он вмешался в борьбу и посадил на уэссекский трон своего ставленника Беортрика.